# Aguti środkowoamerykański
Aguti środkowoamerykański (Dasyprocta punctata) – gatunek gryzonia z rodziny agutiowatych. Według Mammal Species of the World – zamieszkujący tereny od stanu Chiapas i półwyspu Jukatan w południowej części Meksyku po południową Boliwię, północną Argentynę i południowo-wschodnią Brazylię. Międzynarodowa Unia Ochrony Przyrody (IUCN) wskazuje także, że zwierzę zamieszkuje: tereny Mezoameryki i Ameryki Południowej w podzielonych populacjach. Ale podaje, że w północnej części zakresu zwierzę zamieszkuje od stanu Chiapas i półwyspu Jukatan w południowej części Meksyku, natomiast w części południowej ma zamieszkiwać północny Ekwador, Kolumbię, zachodnią Wenezuelę – w paśmie górskim Serranía de Perijá i na zachodnich zboczach Sierra Nevada de Mérida. Zakres ma sięgać na południe – wzdłuż kolumbijskiego i ekwadorskiego wybrzeża Oceanu Spokojnego, a na wschodnich zboczach Andów do rzeki Sararé w Wenezueli. IUCN podaje także dwa różne graniczne poziomy wysokości, do której gatunek występuje – do 1600 m n.p.m. lub do 2400 m n.p.m. Oba źródła zgodnie podają, że gatunek został także introdukowany w zachodniej i wschodniej części Kuby i na Kajmanach.

## Systematyka
W obrębie gatunku wyodrębnia się kilkanaście podgatunków:
- D. p. bellula Kellogg, 1946
- D. p. boliviae Thomas, 1917
- D. p. callida Bangs, 1901
- D. p. chiapensis Goldman, 1913
- D. p. chocoensis Allen, 1915
- D. p. columbiana Bangs, 1898
- D. p. dariensis Goldman, 1913
- D. p. isthmica Alston, 1876
- D. p. nuchalis Goldman, 1917
- D. p. pallidiventris Bole, 1937
- D. p. pandora Thomas, 1917
- D. p. punctata Gray, 1842
- D. p. richmondi Goldman, 1917
- D. p. underwoodi Goldman, 1931
- D. p. urucuma Allen, 1915
- D. p. variegata Tschudi, 1845
- D. p. yucatanica Goldman, 1913
- D. p. yungarum Thomas, 1910
- D. p. zamorae Allen, 1915

## Kariotyp
Garnitur chromosomowy aguti środkowoamerykańskiego (podgatunku D. p. variegata) tworzą 32 pary (2n=64) chromosomów; FN=124.

## Tryb życia
Aguti środkowoamerykański wiedzie dzienny tryb życia, ale można czasem napotkać go także w nocy. Jest zwierzęciem naziemnym. Żyje w parach. Samica rodzi 1–2 młodych. Młode stają się samodzielne w wieku 4 do 5 miesięcy.

## Ekologia
Jest roślinożercą. Żywi się owocami, miękkimi nasionami i młodymi pędami roślin leśnych.

## Rozmieszczenie geograficzne
Według Mammal Species of the World aguti środkowoamerykański zamieszkuje tereny od stanu Chiapas i półwyspu Jukatan w południowej części Meksyku po południową Boliwię, północną Argentynę i południowo-wschodnią Brazylię. Międzynarodowa Unia Ochrony Przyrody (IUCN) także wskazuje, że zwierzę zamieszkuje: tereny Mezoameryki i Ameryki Południowej w podzielonych populacjach, ale precyzuje, że w północnej części zakresu zwierzę zamieszkuje od stanu Chiapas i półwyspu Jukatan w południowej części Meksyku, ale w części południowej ma zamieszkiwać północny Ekwador, Kolumbię, zachodnią Wenezuelę – w paśmie górskim Serranía de Perijá i na zachodnich zboczach Sierra Nevada de Mérida. Zakres ma sięgać na południe – wzdłuż kolumbijskiego i ekwadorskiego wybrzeża Oceanu Spokojnego, a na wschodnich zboczach Andów do rzeki Sararé w Wenezueli. IUCN podaje także dwa różne graniczne poziomy wysokości, do której gatunek występuje – do 1600 m n.p.m. lub do 2400 m n.p.m. Oba źródła zgodnie podają, że gatunek został także introdukowany w zachodniej i wschodniej części Kuby i na Kajmanach.